# フラワーパークかごしま

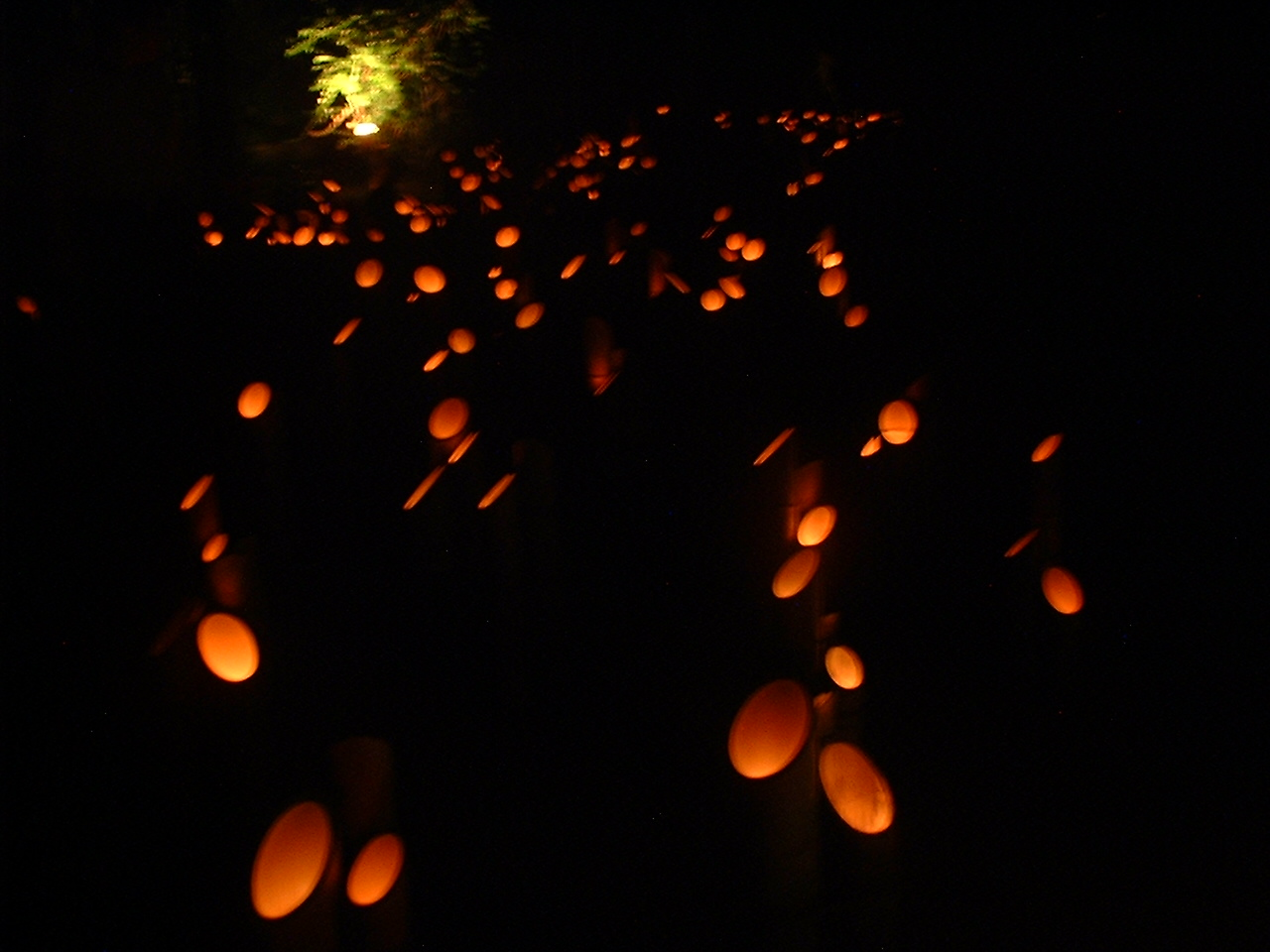
竹とうろうの写真

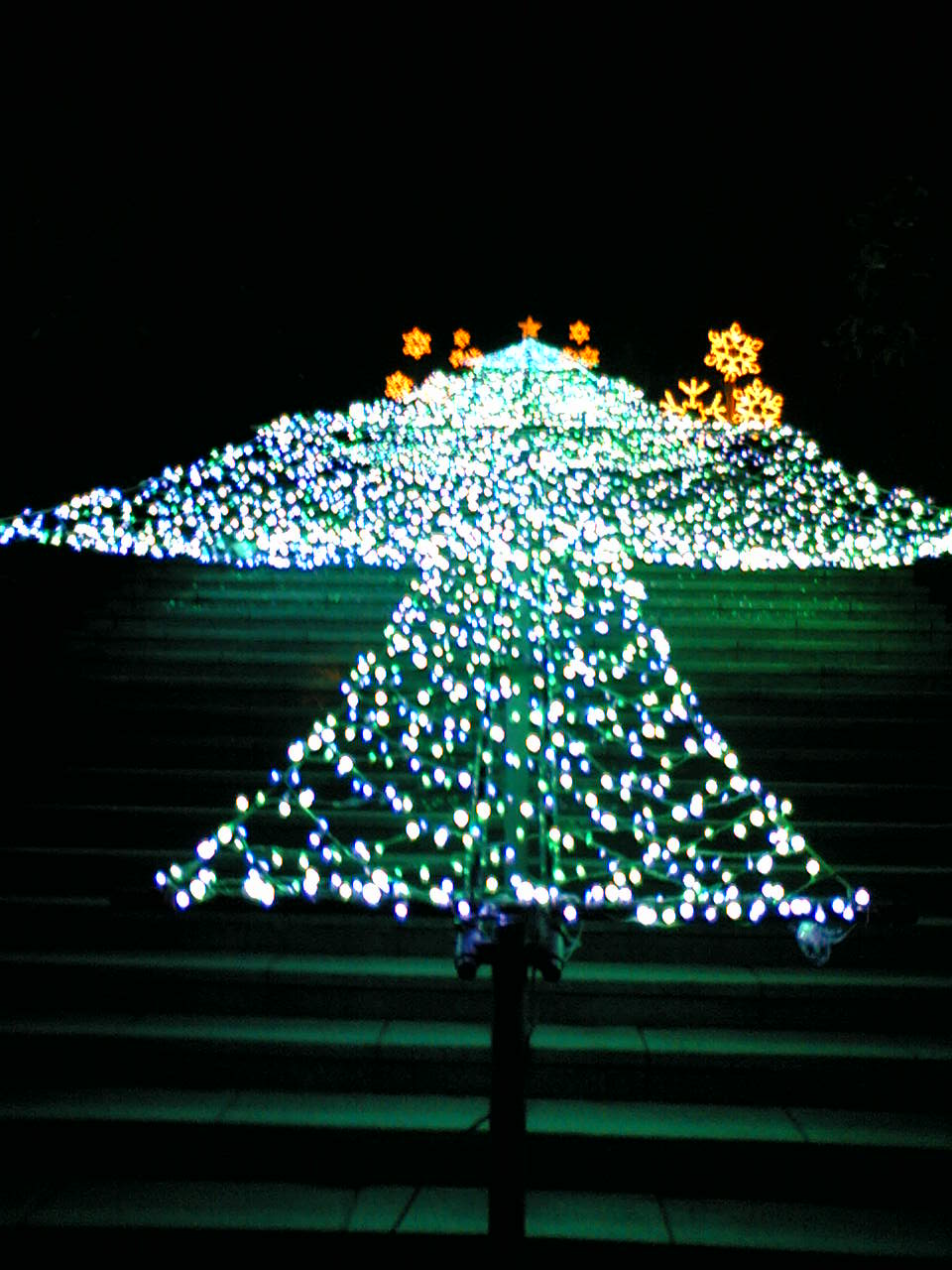
クリスマスツリーのイルミネーション

フラワーパークかごしまは、鹿児島県指宿市山川岡児ヶ水にある花の植物園である。1996年（平成8年）に開園。
園内は数多くの花々や植物で彩られていて、春から秋にかけて市内外から数多くの来場者を集める。
毎年GWにはキャラクターショー等、8月には竹とうろう、12月にはイルミネーションなどのイベントが行われている。

## 概要
- 開園：1996年（平成8年）
- 敷地面積：36.5ha
- 所在地：鹿児島県指宿市山川岡児ヶ水1611番地
- 最寄り駅：九州旅客鉄道（JR九州） 指宿枕崎線　西大山駅から徒歩約35分・山川駅から車で約15分・指宿駅から車で約25分
- 12月30・31日を除き通年開園。